# Lili Bech
Lili Bech (29 de diciembre de 1885 – 20 de enero de 1939), también conocida como Lilli Beck o Lily Beck, fue una actriz teatral y cinematográfica de nacionalidad danesa, activa en la época del cine mudo.

## Biografía
Nacida en Copenhague, Dinamarca, Lili recibió educación artística en su ciudad natal, y debutó sobre el escenario en 1905 en el Folketeatret. Después hizo actuaciones itinerantes con la compañía teatral Jens Trap Walters hasta 1910, año en el que volvió a su primer teatro, donde más adelante obtuvo un gran éxito como Dalila en Samson og Dalila.
En 1911 actuó por vez primera en el cine. Bech hizo rápidamente carrera en la floreciente industria cinematográfica danesa anterior a la Primera Guerra Mundial, siendo una de las actrices más conocidas de su país, y también de Suecia. Sus directores clave fueron Alfred Lind, Mauritz Stiller, Robert Dinesen y Holger-Madsen. Rodó sobre todo dramas familiares y melodramas sociales, casi siempre con papeles protagonistas. En 1916 actuó en la película de Stiller Vingarne, un gran éxito de público y crítica en Suecia. En aquel momento, Lili Bech estaba casada con el director sueco Victor Sjöström, uno de sus cuatro maridos, que le dio papeles protagonistas en varias de sus películas.
Con el declive del cine danés tras el fin de la guerra, Bech apenas volvió a actuar ante las cámaras, por lo que se concentró en el trabajo teatral, principalmente en las giras. Poco a poco olvidada, en sus últimos años hubo de conformarse con papeles cada vez más pequeños, actuando en ocasiones en el Casino de Aarhus y en el Moulin Rouge de Vejle. 
En el momento de su repentina muerte en 1939, Lili Bech acababa de volver a Aarhus para actuar en el Casino.

## Filmografía

### Cinema
- 1911 : Den utro hustru
- 1911 : Morfinisten, de Louis von Kohl
- 1911 : Taifun, de Louis von Kohl
- 1912 : Trädgårdsmästaren, de Victor Sjöström
- 1912 : Bjørnetæmmeren, de Alfred Lind
- 1912 : Den flyvende Cirkus, de Alfred Lind
- 1912 : De svarta maskerna, de Mauritz Stiller
- 1913 : Vampyren, de Mauritz Stiller
- 1913 : Barnet, de Mauritz Stiller
- 1914 : Gatans barn, de Victor Sjöström
- 1914 : Stormfågeln, de Mauritz Stiller
- 1914 : För sin kärleks skull, de Mauritz Stiller
- 1914 : Högfjällets dotter, de Victor Sjöström
- 1915 : Dolken, de Mauritz Stiller
- 1915 : En av de många, de Victor Sjöström
- 1915 : Landshövdingens döttrar, de Victor Sjöström
- 1915 : Mästertjuven, de Mauritz Stiller
- 1915 : Hans hustrus förflutna, de Mauritz Stiller
- 1915 : Lekkamraterna, de Mauritz Stiller
- 1915 : Sonad skuld, de Victor Sjöström
- 1915 : Minlotsen, de Mauritz Stiller
- 1915 : När konstnärer älska, de Mauritz Stiller
- 1916 : Hon segrade, de Mauritz Stiller
- 1916 : Vingarne, de Mauritz Stiller
- 1916 : Guldspindeln, de Fritz Magnussen
- 1916 : Therèse, de Victor Sjöström
- 1917 : Skepp som mötas, de Victor Sjöström
- 1917 : Paradisfågeln, de Konrad Tallroth
- 1920 : Gudernes yndling, de Holger-Madsen
- 1921 : Det største i verden, de Holger-Madsen
- 1922 : Hans Gode Genius, de August Blom
- 1924 : Det store hjerte, de August Blom
- 1925 : Den store Magt, de August Blom